# Élite (serie televisiva)
Élite (reso graficamente come ELITƎ) è una serie serie televisiva spagnola ideata da Carlos Montero Castiñeira e Darío Madrona per Netflix. La serie è ambientata a Las Encinas (Spagna), in un immaginario istituto d'élite che accoglie adolescenti privilegiati e ricchi. Elite inizialmente si concentra su tre studenti della classe operaia che riescono a iscriversi a Las Encinas attraverso un programma di borse di studio e sulle interazioni sociali e romantiche che hanno con vari studenti. La serie spagnola è andata in onda per otto stagioni dal 2018 al 2024.
Sebbene la serie abbia la sua parte di momenti spensierati, Elite si concentra principalmente sulle prove e sulle tribolazioni dei suoi protagonisti, esplorando argomenti "caldi" e progressisti come l'omosessualità, il classismo, l'abbandono dei genitori, l'uso di droga e altre attività illegali, inclusi il crimine e omicidio.
La prima stagione, composta da otto episodi, è stata distribuita su Netflix il 5 ottobre 2018, ottenendo recensioni positive da critici e spettatori che hanno descritto la serie come un "piacere colpevole". La scrittura, la recitazione e la rappresentazione di temi maturi sono stati particolarmente apprezzati. Nel corso dei successivi sei anni, sono state prodotte altre sette stagioni da otto episodi ciascuna. L'ottava e ultima stagione è uscita il 26 luglio 2024.

## Trama

### Stagione 1
Dopo il crollo della scuola di San Esteban, nel quartiere povero del villaggio, la società di costruzioni sponsorizza una borsa di studio per i tre studenti Samuel, Nadia e Christian per la scuola d'élite Las Encinas. Tutti e tre inizialmente hanno difficoltà ad adattarsi alla nuova scuola perché disprezzati dai compagni di classe. Guzmán in particolare è avverso ai nuovi arrivati, mentre sua sorella Marina li accoglie e li invita alla sua festa di debutto. Samuel si sente subito attratto da Marina. Tuttavia, deve anche lottare con il suo passato poiché suo fratello Nano è in prigione. Quando riappare inaspettatamente e ha problemi economici, Samuel cerca di aiutarlo. A una festa, Nano e Marina si avvicinano e fanno sesso tra loro. Marina poi incontra Samuel finché non scopre di essere incinta di Nano. Allora vogliono scappare insieme. Samuel, che scopre per caso della relazione tra suo fratello e Marina, è devastato e non vuole più avere niente a che fare con lui. Viene a sapere anche che Marina è risultata positiva all'HIV alcuni anni fa dopo aver dormito con un ragazzo.
Nadia, una musulmana che indossa l'hijab, si fa subito nemica di Lu, la ragazza di Guzmán, poiché entrambi vogliono vincere il trofeo come miglior studente per ricevere una borsa di studio per un'università d'élite della Florida. Nadia osserva anche Lu e Guzmán fare sesso nello spogliatoio femminile, il che è una violazione delle regole. Per sbarazzarsi di Nadia, Lu escogita un piano insieme a Guzmán. Ciò implica che Guzmán seduca e deflori Nadia per esporla a tutti. Tuttavia, Guzmán conosce meglio Nadia col tempo e non riesce a portare a termine il piano perché si è innamorato di Nadia.
Christian non tiene molto all'istruzione a Las Encinas , vuole solo farsi degli amici ricchi. Fa amicizia con Carla, che esce con Polo, il migliore amico di Guzmán. I tre si ritrovano presto in un triangolo amoroso. Col passare del tempo, Polo diventa attratto da Christian. A causa di un intrigo, Christian va a letto con Polo. Quando Carla lo scopre, rompe con Polo. Christian trova il suo unico amico in Ander, il figlio del regista. Ander, un'aspirante stella del tennis, incontra Omar tramite Christian, che gli fornisce la droga. I due si avvicinano e devono fare i conti con la loro omosessualità. I due diventano una coppia, ma devono tenerlo segreto ai loro genitori. Ander confessa anche a suo padre che non vuole diventare una star del tennis.
Il culmine del dramma e dell'intrigo avviene alla festa di fine anno della scuola d'élite, quando Marina viene trovata morta. Nano viene arrestato dalla polizia sulla base di una dichiarazione di Samuel, che ha visto Nano scappare dalla scena del crimine. Tuttavia, si scopre che Nano è innocente perché Polo ha ucciso Marina. Polo ha ucciso Marina perché aveva un orologio che Nano ha rubato al padre di Carla. L'orologio conteneva informazioni esplosive del padre di Marina e Carla. Polo desiderava davvero restituire l'orologio a Carla per confessarle il suo amore. Carla e Christian rintracciano Polo per caso e poi lo coprono. Christian vorrebbe dire la verità, ma viene messo sotto pressione da Carla perché gli dia la possibilità di inserirsi in una società migliore. Samuel ora crede nell'innocenza di suo fratello e chiede aiuto a Christian per trovare il vero assassino.

### Stagione 2
Gli eventi ruotano attorno alla scomparsa di Samuel. È sicuro che suo fratello Nano non abbia ucciso Marina e, insieme a Guzmán, vuole trovare il vero assassino di Marina. Christian, che conosce la verità, lotta con la sua coscienza. Quando vuole confessare tutto, viene investito dal padre di carla e non può più camminare. Il padre di Carla si offre di pagare le sue cure mediche se mantiene il segreto e lascia la Spagna. Christian lo accetta.
Ci sono anche tre nuovi studenti nella scuola, ognuno dei quali ha i suoi segreti: Rebeka, Cayetana e Valerio. La madre di Rebeka guadagna con dubbi affari di droga, mentre Cayetana, una vera celebrità di Internet, va a scuola. Ma ha un segreto: non è ricca e sua madre lavora come donna delle pulizie, cosa che viene fuori anche nel corso della stagione. Valerio aveva una relazione segreta con la sua sorellastra Lu. Nel frattempo, Polo tenta il suicidio per schiarirsi la coscienza, ma alla fine impara a vivere felicemente con l'aiuto di Cayetana. La salute mentale di Ander peggiora a causa del peso di conoscere il segreto di Polo. Ciò mette a dura prova il rapporto tra lui e Omar.
Samuel insegue Carla perché è convinto che lei sappia più di quanto lascia intendere. Col tempo si innamora di lei. Ma per mettere in atto il suo piano, la tiene all'oscuro. Le viene fatto credere che Samuel sia morto e poi confessa il crimine di Polo. Polo viene arrestato ma rilasciato due settimane dopo e torna a scuola, la stagione si conclude con gli sguardi taglienti dei suoi compagni di classe.

### Stagione 3
Inizia l'ultimo anno. Samuel manda sua madre da Nano, che è fuggito dalla polizia. Rebeka, la cui madre è stata arrestata da Samu, e Valerio, i cui genitori non lo vogliono più a causa della sua relazione con Lu, vanno a vivere con lui. Ad Ander viene diagnosticato un cancro e il suo rapporto con Omar diventa difficile, dopodiché inizia una relazione con il nuovo studente Malick, che ha una relazione con Nadia. I genitori di Lu non la accettano più a causa della sua relazione con Valerio, dopodiché lei, come Nadia, fa domanda per una borsa di studio alla Columbia . Sebbene Nadia vinca la borsa di studio, decide di condividerla con Lu. Carla inizia una relazione con il nuovo studente Yeray, fondatore di una startup di successo, ma solo su richiesta di suo padre. Polo è odiato da tutti perché sanno che ha ucciso Marina. Solo Cayetana e Valerio, con cui inizia una relazione, gli restano accanto.
L'intera stagione ruota attorno agli eventi di una festa di laurea, a seguito della quale Polo muore. Si scopre che Lu ha pugnalato Polo con la testa di una bottiglia di champagne rotta, facendo cadere Polo sulla pista da ballo e morendo. La banda copre Lu e lo fa sembrare un suicidio.
Dopo l'incidente, Nadia e Lu volano a New York con Malick e Omar si riconcilia con suo padre e torna da Ander. Carla sta viaggiando e studiando in un'università straniera. Valerio diventa socio in affari di Carla e abbandona la scuola a causa dell'età. Rebeka (perché spacciava droga), Guzmán e Samu (a causa del loro comportamento riguardo al polo) e Ander (a causa della sua malattia) devono ripetere l'ultimo anno e iniziare un nuovo anno scolastico con Omar due mesi dopo. Cayetana, che lavora come donna delle pulizie nella scuola, osserva la scena.

### Stagione 4
La scuola d'élite Las Encinas ha un nuovo preside, Benjamín Blanco Commerford, che è anche uno degli uomini d'affari più potenti d'Europa. Anche i suoi tre figli Ari, Mencía e Patrick vanno a scuola e scuotono la cricca attorno a Samuel e Guzmán. Ari, la figlia preferita di Benjamín, inizia una relazione con Guzmán, che si è separato da Nadia. Col tempo sviluppa anche sentimenti per Samuel e inizia una relazione anche con lui. Ciò fa soffrire l'amicizia tra Samuel e Guzmán. Patrick inizia un triangolo amoroso sessuale con Ander e Omar. Ander in particolare cambia nel corso della stagione poiché vuole vivere la sua vita dopo il cancro. Ciò fa sì che i due si separino brevemente. Mencía, che lavora anche come prostituta, si innamora di Rebeka e inizia una relazione con lei. Alla madre di Rebeka, Sandra, all'inizio non piace perché sa del lavoro part-time di Mencía. Cayetana, che lavora ancora come donna delle pulizie nella scuola, incontra il nuovo studente, il principe Philippe Florian von Triesenberg, che si sta trasferendo in Spagna a causa di uno scandalo nella sua terra natale. I due iniziano una relazione finché Cayetana scopre che Philippe è stato coinvolto in violenze sessuali in passato. Da quando Philippe la introduce in una società migliore, inizialmente rimane in silenzio, ma in seguito lo lascia definitivamente. Philippe si rende conto di aver commesso un errore in passato e lo confessa alla sua vittima tramite segreteria telefonica.
L'intera stagione ruota attorno agli eventi della festa di Capodanno, a seguito della quale Ari quasi annega nel lago. Si scopre che Ari voleva consegnare Armando alla polizia. Ha pagato Mencía per i servizi sessuali e ora crede che gli appartenga. Quando Rebeka scopre questo segreto di Mencía, lo dice ad Ari. Alla vigilia di Capodanno, Ari voleva confrontarsi ubriaca con Armando ed è stata picchiata da lui, a seguito dello scontro è caduta nel lago. Guzmán ne è testimone e insegue Armando. Durante uno scontro gli spara con una pistola lanciarazzi. Per salvare Guzmán dalla prigione, lui, Samuel, Rebeka e lasciano che il corpo scompaia nel lago. Giurano di non dire a nessuno, compresi Ari e Mencía, la verità. Ander e Guzmán lasciano Las Encinas per partire insieme per il viaggio intorno al mondo di Ander.

### Stagione 5
Un mese e mezzo dopo gli eventi della festa di Capodanno, inizia un nuovo semestre a Las Encinas . In seguito all'attacco di Ari, Benjamín ha implementato misure più severe a scuola, che sono state accolte con rifiuto e non accettazione da parte degli studenti. Se qualcuno viola le regole di Benjamín, dovrà affrontare gravi conseguenze (espulsione dalla scuola, voti o punti decurtati, ecc.). Arriveranno a scuola anche due nuovi studenti di scambio, Isadora Artiñán e Iván Carvalho.
A una festa, viene mostrato un video della vittima di Phillipe che riproduce la sua confessione in segreteria e lo condanna. A scuola viene evitato, disprezzato e minacciato dai suoi compagni. Solo Cayetana e Isadora gli restano accanto. Phillipe spera di poter continuare ad avere un futuro con Cayetana, ma lei vuole solo liberarlo dalla sua dipendenza procurandogli un terapista. Isadora, invece, prova dei sentimenti per Phillipe e quindi lo aiuta. Col tempo, Phillipe realizza anche i suoi sentimenti per Isadora. Cayetana incontra il suo vecchio fidanzato Felipe e, dopo aver perso il lavoro di pulizia a Las Encinas , inizia una relazione con lui. Isadora continua a perdere il controllo a causa della sua dipendenza dalla droga e un giorno, quando scappò a Ibiza con Ivan, fu violentata da Hugo, Javier e Álex. Con l'aiuto di Phillipe, presenta una denuncia penale contro di loro.
Samuel e Ari continuano la loro relazione, ma l'ambizione di Samuel a scuola e il riconoscimento da parte di Benjamín causano problemi tra i due. Anche la sua amicizia con Omar ne risente. Le cose non migliorano quando Omar lascia che il rifugiato senzatetto Bilal, che ha scoperto rubare, si trasferisca da loro senza informare Samuel. Vede Benjamín come una sorta di sostituto del padre. C'è anche una crisi nel rapporto tra Rebeka e Mencía, motivo per cui entrambi decidono di prendere strade separate, ma sono ancora piuttosto legati l'uno all'altra. A fine stagione, però, Rebe traccia la linea definitiva.
Patrick incontra Ivan, figlio del calciatore Cruz Carvalho, il primo giorno di scuola e cattura subito la sua attenzione. Anche Ivan è affascinato da lui, ma inizialmente solo amichevolmente perché è interessato ad Ari, perché inizia una relazione con lei quando il rapporto tra lei e Samuel è in crisi. Col tempo, lui e Patrick si avvicinano fisicamente e Ivan deve ammettere di provare dei sentimenti per Patrick. Lui, a sua volta, è infastidito dal comportamento di Ivan e si avvicina a suo padre Cruz, che mantiene segreta la sua omosessualità al pubblico e ha trovato il suo vero sé solo attraverso Patrick. Quando Ivan viene a sapere della relazione, rimane deluso da entrambi e vuole lasciare il paese il più presto possibile. Fugge a Ibiza con Isadora e deve assistere al suo stupro. Poiché era sotto l'effetto di droghe e alcol, non ricorda nulla, ma si sente in colpa, insieme a Phillipe, che lo seguiva. Dopo una conversazione chiarificatrice con suo padre, Ivan vuole comunicare apertamente i suoi sentimenti nei confronti di Patrick.
Un giorno Omar scopre nel lago il corpo di Armando. Scopre così cosa è successo la notte di Capodanno e come Samuel e Rebeka sono coinvolti nel caso dell'omicidio. Per proteggere loro e Guzmán, vogliono imputare l'omicidio a Benjamín, che comunque è al centro delle indagini a causa dei suoi affari con Armando. Samuel non è entusiasta di questa idea e preferisce stringere un accordo con Benjamín. Confessa il delitto perché Benjamín gli assicura che lo farà uscire di prigione e gli fornirà sostegno finanziario e commerciale in futuro. Samuel si rende presto conto che quelle erano solo parole vuote di Benjamín. Grazie al sostegno dei suoi amici e della festa di San Valentino di Ivan, la cauzione è stata pagata e lui è stato rilasciato dal carcere. Nel frattempo Mencía scopre che il cellulare ricevuto in regalo da Armando contiene una seconda carta SIM. Contiene materiale incriminante su Benjamín. C'è una discussione tra Samuel e Benjamín sulla carta SIM. Benjamín spinge infelicemente Samuel, che batte la testa contro il bordo della piscina, si taglia la testa e poi cade nella piscina. Benjamín vuole insabbiare l'incidente, ma Patrick ha chiamato le sue sorelle, che arrivano poco dopo insieme a Rebe e Omar e trovano Samuel gravemente ferito. Benjamín viene arrestato davanti alla sua famiglia e agli amici di Samuel e non è chiaro se Samuel sia sopravvissuto.

### Stagione 6
Un nuovo anno scolastico inizia a Las Encinas poche settimane dopo la morte di Samuel. Rebe, Omar, Cayetana e Philippe hanno lasciato la scuola mentre Benjamín è in prigione. La scuola ha una nuova preside, Virginia, e accoglie nuovi compagni di classe: la coppia di influencer Sara e Raúl, il cameriere Didac, il transgender Nico, le ricche Rocío e Sonia. Anche Ari, Mencía e Patrick tornano a scuola con riluttanza dopo gli eventi.
Ari diventa amico di Nico e sviluppa sentimenti per lui. Tuttavia, è turbata dalle "chirurgia affermativa di genere" e cambia il suo nome legale, causando problemi a amici e amati. Anche Nico stesso deve lottare con il suo nuovo “sé”. Nico vuole eseguire l'operazione finale, ma dubita di volerlo davvero. Ari, a sua volta, attenua il suo dolore con l'alcol perché non riesce ad affrontare la morte di Samuel. Trova un confidente in Ivan e i due fanno sesso insieme a una festa. Poco dopo, Ari scopre di essere incinta di Ivan. Anche Sonia, l'ex fidanzata di Nico, se ne accorge e i due diventano amici. Aiuta e sostiene anche Ari quando decide di abortire il bambino.
Patrick e Ivan hanno di nuovo una relazione, ma continua a entrare in turbolenza a causa dell'insicurezza di Patrick. La sua fascinazione per Cruz mette a repentaglio anche la sua relazione. I due si baciano a una festa e vengono filmati. Quando il video viene diffuso, Cruz è costretto a rendere pubblica la sua omosessualità. Cruz viene quindi insultato in modo omofobico. Anche Ivan lotta con le conseguenze e cerca di intorpidirle con l'alcol. Una sera perde il controllo e Patrick chiama Cruz. Viene brutalmente assassinato mentre va da suo figlio. Ivan non può elaborare o accettare la morte di suo padre e incolpa Patrick. I due poi si separano, anche se si amano.
Mencía conosce meglio la coppia di influencer Sara e Raúl e nota che dietro la loro facciata si nasconde una relazione brutale. Raúl tortura Sara per avere successo. Mencía cerca di liberare Sara dalla relazione tossica perché prova dei sentimenti per lei. I due diventano brevemente una coppia, ma Sara torna da Raúl. Poco dopo, però, Sara rompe con Raúl, che incolpa Mencía.
Secondo parte della critica televisiva, la serie cerca di essere all'avanguardia, ma il risultato è stancante e retrò.
Isadora apre il suo club chiamato Isadora House e lotta ancora con attacchi di panico per il suo stupro. Quasi tutta la scuola crede che abbia mentito. La situazione diventa ancora peggiore quando Hugo, Javier e Álex vengono assolti e tornano a scuola. Bilal e Didac lavorano nel loro club. Lei si scontra con quest'ultimo perché anche lui convinto che lei abbia mentito per attirare l'attenzione. Col tempo, Didac, amico di Javier, si rende conto che Isadora stava dicendo la verità e l'aiuta a condannare i tre ragazzi. Sviluppa anche sentimenti per Isadora. I tre ragazzi cercano di convincere Isadora che Ivan è la mente dell'intero stupro. Lei ci crede per un breve periodo e prende le distanze da lui. Questo dà davvero fastidio a Ivan. Quando Javier dice la verità a Isadora, lei sostiene Ivan nel suo dolore. Javier si pente di quello che ha fatto e rivela alla polizia Hugo e Álex, che vogliono violentare un'altra persona. Tutti e tre i ragazzi vengono arrestati e Isadora finisce con Didac.
Durante una "notte di carnevale veneziana" a Casa Isadora, gli eventi precipitano: Iván ferisce nuovamente i sentimenti di Patrick, ma si rende conto di essere andato troppo oltre e va a cercarlo. Nel frattempo Mencía e Sara festeggiano insieme. Anche Raúl si presenta alla festa e droga Mencía per poter parlare con Sara. Quando il fratello di Didac, Pau, si presenta, Isadora scopre che la sua famiglia e la sua sono concorrenti. Quando gli amici vanno a cercare Patrick e Ari, Ivan viene colpito. Dal momento che Mencía si sveglia priva di sensi nel veicolo per la fuga, crede di essere l'autore del reato. Con l'aiuto di Ari, nasconde il crimine e nasconde gli eventi a suo fratello. Patrick è molto preoccupato per Ivan perché è in coma. Ari aiuta suo padre a uscire di prigione così la famiglia può iniziare una nuova vita lontano da Madrid. Riesce anche a convincere suo fratello che per ora è meglio per lui e Ivan essere separati. Con il cuore pesante, Patrick saluta e lascia la città con la sua famiglia. Né Ari né Mencía sospettano che Sara stesse effettivamente guidando il veicolo. Dopo l'incidente, ha chiamato Raúl e i due hanno attribuito l'accaduto a Mencía. Mentre Ivan si sveglia dal coma, Isadora, Didac e Pau vengono colpiti da un'auto in movimento.

### Stagione 7
Due settimane dopo la sparatoria di Isadora e Dídac, Las Encinas resta sotto shock. Alcuni genitori vogliono che Dídac venga espulso dalla scuola perché credono che il crimine sia stato commesso dai suoi genitori. Per questo motivo è stato assunto un nuovo tutor, Luís Marín. La scuola accoglie nuovi studenti con Eric Viveros, cugino di Nico, e Chloe Silva. Chloe è tornata a Madrid con sua madre Carmen perché deve risolvere una questione familiare. Omar, che ha lasciato la scuola dopo la morte di Samuel e ora studia in una prestigiosa università e lotta ancora con la depressione, ha la possibilità di tornare a Las Encinas. Questo è inizialmente titubante. Quando anche il suo amico Joel riceve una borsa di studio, torna nella sua ex scuola per gestire l'app per studenti. Non ha idea che Joel non abbia ricevuto una borsa di studio, ma che Ivan ha pagato per la sua scuola. I due si sono incontrati mentre Ivan si stava riprendendo dall'incidente e sono andati subito d'accordo. Ivan soffre ancora per le conseguenze del suo incidente, poiché tutti credono erroneamente che sia stato causato da Patrick, di cui è ancora innamorato.
Isadora e Dídac cercano di mantenere la loro relazione dopo gli eventi, ma i due continuano a litigare sulle loro famiglie. Entrambe le famiglie credono che l'altra sia responsabile della sparatoria. La situazione peggiora ulteriormente quando si presenta il padre di Isadora, Martín Artiñán. Dídac osserva accidentalmente Martin corrompere il giudice Catalina, la madre di Rocío. Isadora però non gli crede e si separa temporaneamente da lui. Isadora assume invece la direzione degli affari aziendali dell'Artiñán. Dídac scopre che Luís lavora per la polizia e si unisce a lui per abbattere Martin. Rocío, che diffida di sua madre, riesce a convincere Isadora della corruzione. Quando scopre il legame di Dídac con la polizia, rompe con lui definitivamente. Tende una trappola a suo padre e Martin e Catalina vengono arrestati.
Chloe si confronta con un video di sesso di se stessa a scuola e diventa argomento di conversazione. Nessuno sospetta che Chloe stessa abbia pubblicato questo post online per attirare l'attenzione. Inizia una relazione con Eric. Si è trasferito da suo cugino Nico perché ha problemi familiari. Come si scopre in seguito, Eric soffre di disturbo bipolare. Nico lotta anche per il suo amore per Sonia, ma lei non riesce a perdonarlo per il dramma con Ari. Quando anche Nico ha un'avventura di una notte con Chloe e Sonia li sorprende entrambi, lei rompe con lui. Si riavvicinano solo lentamente nel corso della stagione. Chloe soffre anche della mancanza di cure di sua madre Carmen. Diventa amica di Ivan e in seguito vuole lanciarsi contro di lui. Poi Carmen le rivela che i due sono fratelli. Carmen sostiene Ivan nell'affrontare il suo dolore e si avvicina a lui attraverso la droga. Quando Chloe lo scopre, interrompe la relazione con sua madre e confessa la verità a Ivan. Di loro due non vuole sapere nulla perché sospetta che Carmen sia solo interessata all'eredità di suo padre. Le trasferisce due milioni di euro e interrompe i contatti.
Joel ha una relazione con Omar. Tuttavia ne dubita perché è convinto che i due avessero solo bisogno di guarire i loro problemi in quel momento. Quando Joel incontra Ivan, ne rimane subito affascinato e i due iniziano una relazione. Quando Omar lo scopre, rompe con Joel. Omar, che ha avuto una ricaduta, quasi va in overdose. Joel non ha il coraggio di lasciarlo solo e torna a vivere con lui. Quando si rende conto che Omar lo sta “manipolando” con la sua malattia, torna da Ivan. Ora ha fatto domanda per uno scambio culturale a Parkhurst in Sud Africa. Quando riceve la conferma, chiede a Joel di accompagnarlo. Joel inizialmente vuole seguirlo, ma si rende conto che alla fine deve andare per la sua strada e lascia andare Ivan da solo.
Sara e Raúl hanno ancora una relazione tossica. Sara soffre del senso di colpa per l'incidente di Ivan ed è quindi messa sotto pressione da Raúl. Con l'aiuto dell'insegnante di sport Jessica, Sara impara l'autodifesa e si difende sempre più da Raúl. Attraverso un intrigo, esce dalla relazione e viene celebrata come una donna forte sui social. Tuttavia, quando vede Raúl avere una relazione con Chloe, diventa gelosa e seduce di nuovo Raúl. Registra il loro sesso insieme e invia il video a Chloe. È inorridita e vuole separarsi da Raúl quando riconosce il suo vero volto brutale. Carmen, che per tutto il tempo non è stata entusiasta della relazione, affronta Raúl. C'è una discussione in cui Raúl cade dal balcone. La morte di Raúl viene liquidata come un tragico incidente. Carmen non ha idea che Dalmar, il compagno di stanza di Omar e Joel, abbia assistito alla tragedia e ne abbia girato un video.

### Stagione 8
Poche settimane dopo gli eventi della stagione precedente, gli studenti stanno per concludere il loro ultimo anno e un'associazione di ex studenti di Las Encinas, l'Alumni Club, guidata dai controversi Héctor ed Emilia Krawietz, sta cercando nuove reclute. Nel frattempo Dídac e Rocío si sono trasferiti da Madrid. Eric e Chloe iniziano una relazione turbolenta. Sara sta cercando di superare la morte di Raúl, creando un nuovo legame con Nico. Anche Sonia e Dalmar iniziano una relazione. Isadora sta affrontando i suoi problemi con la famiglia e la polizia, mentre Iván, tornato dal Sudafrica, cerca di ricreare un legame con Joel. L'Alumni Club sta diventando sempre più insidioso e Omar, che conosce molto bene Las Encinas, cerca di combatterlo, anche con l'aiuto di sua sorella Nadia. Molte situazioni si sono verificate durante la stagione e l'evento flash-forward che caratterizza questa stagione è l'omicidio di Joel. Questo sarà l'evento chiave che porterà alla chiusura definitiva di Las Encinas alla fine della stagione.

## Episodi
| Stagione         | Episodi | Pubblicazione |
| ---------------- | ------- | ------------- |
| Prima stagione   | 8       | 2018          |
| Seconda stagione | 8       | 2019          |
| Terza stagione   | 8       | 2020          |
| Episodi speciali | 21      | 2021          |
| Quarta stagione  | 8       | 2021          |
| Quinta stagione  | 8       | 2022          |
| Sesta stagione   | 8       | 2022          |
| Settima stagione | 8       | 2023          |
| Ottava stagione  | 8       | 2024          |

## Personaggi e interpreti

### Personaggi principali
- Nadia Shanaa (stagioni 1-3, 8, ricorrente stagione 4), interpretata da Mina El Hammani[7], doppiata da Valentina Perrella: una delle nuove borsiste di Las Encinas, è una studentessa brillante. Proviene da una umile famiglia palestinese di religione musulmana che gestisce un negozio di alimentari e si scontra spesso con il padre molto rigido e severo. È la sorella di Omar.

- Omar Shanaa (stagioni 1-5, 7-8), interpretato da Omar Ayuso, doppiato da Matteo Garofalo: la famiglia di Omar è originaria della Palestina ed è di stretta fede musulmana. Il padre di Omar ha convinzioni molto tradizionali e sembra avere un rapporto particolarmente teso con Omar, vedendolo come una costante delusione a causa dei suoi accademici. Di conseguenza, Omar nasconde la sua omosessualità ai suoi genitori. Prima dell'episodio pilota, Omar ha iniziato a spacciare droga per guadagnare abbastanza soldi per uscire di casa. In seguito alla chiusura di San Esteban, Omar è costretto a trasferirsi in una scuola altrove, mentre sua sorella Nadia ottiene una borsa di studio per frequentare Las Encinas.

- Marina Nunier Osuna (stagione 1), interpretata da María Pedraza[8], doppiata da Joy Saltarelli: figlia di un ricco impresario edile, sorella adottiva di Guzman, è in cura perché sieropositiva all'HIV (ma non rilevabile, dunque non può contagiare altre persone). Suo padre è il costruttore della scuola pubblica da cui provengono i borsisti. È una ragazza dal carattere misterioso, ribelle e a volte impulsivo. Dalla sua morte violenta nella piscina di Las Encinas prende avvio l'intera vicenda.

- Leopoldo "Polo" Benavent Villada (stagioni 1-3), interpretato da Álvaro Rico[9], doppiato da Alberto Franco: detto anche "Polito", giovane chiuso e ansioso che vive nell'ombra dell'amicizia con Guzmán e della sua fidanzata Carla. È figlio di una coppia lesbica. È il responsabile della morte di Marina e a sua volta muore tragicamente durante una festa in discoteca.

- Guzmán Nunier Osuna (stagioni 1-4), interpretato da Miguel Bernardeau[10], doppiato da Fabrizio De Flaviis: fratello adottivo di Marina, molto protettivo nei confronti della sorella e degli amici più stretti. Inizialmente non dimostra simpatia verso i nuovo borsisti poiché provengono da un ambiente molto povero e disagiato, come i suoi genitori biologici, che erano tossicodipendenti. Si innamora, ricambiato, di Nadia.

- Ander Muñoz (stagioni 1-4), interpretato da Arón Piper, doppiato da Edoardo Persia: migliore amico di Guzmán e Polo, tennista emergente e campione scolastico, anche se in realtà detesta questo sport e lo pratica solo perché il coach è suo padre e non vuole deluderlo. A differenza di quasi tutti gli studenti, non è ricco, ma frequenta Las Encinas perché figlio della preside. Omosessuale, si innamora di Omar e si fidanzerà con lui.

- Fernando "Nano" García Domínguez (stagioni 1-2), interpretato da Jaime Lorente[11], doppiato da Gabriele Sabatini: fratello maggiore di Samuel, appena uscito di prigione. Si innamora di Marina, mettendola incinta e intraprende con lei una relazione, ma viene accusato del suo omicidio ed è costretto a fuggire all'estero.

- Carla Rosón Caleruega (stagioni 1-3), interpretata da Ester Expósito[12], doppiata da Francesca Teresi: contraddistinta da una straordinaria bellezza e da uno sguardo glaciale, Carla è una ragazza fredda e forte ed è annoiata dalla propria vita preconfezionata e programmata nei minimi dettagli. Intelligente e manipolatrice è disposta a tutto pur di ottenere ciò che vuole; per raggiungere i suoi scopi utilizza spesso il suo fascino, così da far fare agli uomini che frequenta ciò che vuole. Nella prima stagione ha una relazione a tre con Polo e Christian. Durante la seconda e la terza si innamora, ricambiata, di Samuel.

- Lucrecia Montesinos Hendrich (stagioni 1-3), interpretata da Danna Paola[13], doppiata da Vittoria Bartolomei: è di origine messicana, cosmopolita (parla fluentemente, oltre allo spagnolo, l'inglese e l'arabo), figlia di diplomatici divorziati, inizialmente fidanzata di Guzmán. È la miglior studentessa della classe fino all'arrivo di Nadia. Ambiziosa, vendicativa e viziata, è pronta a tutto pur di mantenere il proprio status di migliore della classe, arrivando al punto di ricattare l'insegnante di inglese pur di salvare la borsa di studio.

- Samuel García Domínguez (stagioni 1-5), interpretato da Itzan Escamilla[14], doppiato da Stefano Broccoletti: ragazzo del collegio Las Encinas, è uno dei borsisti ed è il fratello minore di Nano. Onesto, sensibile e col senso della giustizia, farà di tutto per consegnare alla giustizia il colpevole dell’omicidio di Marina, della quale è innamorato e ha una relazione nella prima stagione. Avrà relazioni anche con Rebeka e Ari, ma il suo vero amore, ricambiato, è Carla.

- Rebeka Parilla de Bormujo Ávalos (stagioni 2-5), interpretata da Claudia Salas, doppiata da Mattea Serpelloni: orfana di padre e figlia di una ricchissima trafficante di droga che ha acquistato la villa dei Nunier Osuna dopo lo scandalo che ne ha investito la famiglia. Viene trattata con sufficienza dagli altri studenti sia per il fatto di essere un'arricchita sia per i suoi modi molto diretti, considerati volgari.

- Christian Varela Expósito (stagione 1, guest star stagione 2), interpretato da Miguel Herrán[15], doppiato da Alex Polidori: uno dei nuovi borsisti de Las Encinas, è un ragazzo festaiolo, sbruffone immaturo. I suoi genitori ne disapprovano lo stile di vita, incoraggiandolo semmai a studiare e a responsabilizzarsi. Ha una storia a tre con Polo e Carla. Essendo a conoscenza della responsabilità di Polo nella morte di Marina, viene investito da un'auto e mandato in coma per impedirgli di parlare.

- Cayetana Grajera Pando (stagioni 2-5), interpretata da Georgina Amorós, doppiata da Veronica Puccio: proviene da una famiglia estremamente povera e perennemente in bolletta (è la figlia dell'addetta alle pulizie de Las Encinas), ma per essere accettata dai rampolli dell'alta borghesia che frequentano Las Encinas finge di avere dei genitori ricchissimi e sempre all'estero per lavoro. Viene però scoperta e, dopo aver preso il diploma, torna a Las Encinas come donna delle pulizie.

- Valerio Montesinos Rojas (stagioni 2-3), interpretato da Jorge López, doppiato da Simone Veltroni: è il fratellastro maggiore di Lu, da parte di padre. Dedito a ogni tipo di droga, festaiolo, indolente, irresponsabile e ribelle, era stato spedito in un collegio messicano a causa del suo comportamento sconsiderato, ma torna a Las Encinas all'inizio della seconda stagione.

- Yeray (stagione 3), interpretato da Sergio Momo, doppiato da Manuel Meli: ex studente de Las Encinas, che aveva abbandonato per esser stato vittima di bullismo perché obeso. Torna alla scuola dopo essersi rimesso fisicamente in forma ed essersi arricchito con un'idea ingegnosa.

- Malick (stagione 3), interpretato da Leïti Sène, doppiato da Mirko Cannella: nuovo studente musulmano, figlio della famiglia più ricca del Senegal, sembra mostrare interesse per Nadia ma è in realtà omosessuale e ha una breve avventura con Omar.

- Phillipe Florian Von Triesenberg (stagioni 4-5), interpretato da Pol Granch, doppiato da Gabriele Vender: un principe, di famiglia nobile francese, che instaura una relazione con Cayetana, tuttavia nascondendo un oscuro segreto.

- Benjamín Blanco (stagioni 4-5, ricorrente stagione 6), interpretato da Diego Martín Gabriel, doppiato da Gianfranco Miranda: il nuovo preside de Las Encinas e padre di Ari, Mencía e Patrick. È un ricco imprenditore che esige rigore e perfezione in ogni cosa, tuttavia nascondendo alcune debolezze.

- Ariadna "Ari" Blanco Commerford (stagioni 4-6), interpretata da Carla Díaz, doppiata da Lavinia Paladino: sorella gemella di Patrick e sorella maggiore di Mencía, tra i tre fratelli è, apparentemente, la più matura e responsabile, ma anche lei, progressivamente, mostra un atteggiamento autodistruttivo, avendo gravi problemi con l'alcol.

- Patrick Blanco Commerford (stagioni 4-6), interpretato da Manu Ríos, doppiato da Emanuele Ruzza: fratello gemello di Ari e fratello maggiore di Mencía. Rivela di aver passato due anni senza la possibilità di usare le gambe a causa di un incidente stradale, in cui è morta la madre, mentre cercavano la sorellina Mencía. Non ha un bel rapporto col padre, al quale disobbedisce e si ribella costantemente, accusandolo di volere Samuel come figlio. Nella quinta stagione si infatua di Iván, e allo stesso tempo ha un flirt con il padre del ragazzo. Lascia Madrid in seguito a un incidente apparentemente avvenuto per mano di sua sorella.

- Mencía Blanco Commerford (stagioni 4-6), interpretata da Martina Cariddi, doppiata da Emanuela Ionica: sorella minore di Ari e Patrick. Anche se è più giovane di un anno, è nella stessa classe dei fratelli, avendo iniziato la scuola un anno prima. Ragazza ribelle, ha un pessimo rapporto con la propria famiglia.

- Armando de la Ossa (stagione 4, guest star stagione 5), interpretato da Andrés Velencoso, doppiato da Simone D'Andrea: amante di Mencía, che ingaggia per fare sesso con lui.
- Isadora Artiñán Goldstein (stagioni 5-8), interpretata da Valentina Zenere, doppiata da Lucrezia Marricchi: Isadora, una socialite/DJ argentina, è cresciuta in una famiglia benestante ma è stata trascurata da bambina mentre i suoi genitori del jet set vivevano una vita alta. Poiché è stata lasciata a se stessa, ha scoperto la scena dei nightclub e ha ottenuto un lavoro come DJ, dandole il soprannome di "Imperatrice di Ibiza". Fu in questo periodo che venne introdotta per la prima volta a sostanze come i tacha, come menziona in "Per favore, di' la verità".

- Iván Carvalho Silva (stagioni 5-8), interpretato da André Lamoglia, doppiato da Federico Campaiola: nuovo ragazzo della scuola, figlio di un calciatore molto famoso e festaiolo.

- Cruz Carvalho (stagioni 5-6, guest star stagione 7), interpretato da Carloto Cotta, doppiato da Raffaele Carpentieri. Famoso calciatore brasiliano, è il padre di Ivàn. Tossicodipendente dalla vita sregolata, e omosessuale non dichiarato, si invaghirà di Patrick e lo approccerà. Per salvaguardare, in seguito alla pubblicazione di certi video compromettenti, la relazione del ragazzo con suo figlio, deciderà di uscire allo scoperto con la stampa, avendo un crollo di reputazione e minacce. Dopo non molto tempo avrà una lite per questo e morirà per le botte subite da degli aggressori a causa della sua omosessualità.
- Sara Barrera (stagioni 6-8), interpretata da Carmen Arrufat, doppiata da Veronica Benassi: è un influencer insieme al suo fidanzato Raúl. Sui social i due mostrano una relazione felice, ma in realtà hanno una relazione molto tossica nella quale Raúl l'abusa molto, sia psicologicamente che sessualmente. Riesce a lasciarsi grazie all'aiuto di Jessica e di Chloe.

- Nicolás "Nico" Fernández de Velasco Viveros (stagioni 6-8), interpretato da Ander Puig, doppiato da Marco Briglione: è un ragazzo trans e ha una relazione con Sonia.

- Hugo Múler (stagione 6, guest star stagione 5), interpretato da Guillermo Campra, doppiato da Thomas Rizzo: è uno degli stupratori di Isadora.

- Álex Díaz (stagione 6, guest star stagione 5), interpretato da Marc Bonnin: è uno degli stupratori di Isadora.
- Javier Cáceres (stagione 6, guest star stagione 5), interpretato da Ignacio Carrascal: è uno degli stupratori di Isadora.
- Bilal Ibrahim (stagione 6, ricorrente stagione 5), interpretato da Adam Nourou: è un ragazzo immigrato dalle Comore che viene accolto da Omar in casa di Samuel dopo che è stato aggredito, il mattino dopo se ne va dalla casa rubando un portatile. Nella stagione 6 lavora come cameriere nella discoteca di Isadora.
- Rocío Owono Durán (stagioni 6-7), interpretata da Ana Bokesa, doppiata da Sara Imbriani. Ragazza molto ricca di origine africana, figlia di un giudice.
- Raúl (stagione 6-7), interpretato da Alex Pastrana, doppiato da Alessio Nissolino: è il fidanzato abusivo di Sara. Viene ucciso da Carmen al termine della 7ª stagione.
- Dídac Ramos Vico (stagioni 6-7), interpretato da Álvaro de Juana, doppiato da Mirko Cannella.
- Jessica (stagione 7), interpretata da Anitta: insegnante di educazione fisica e autodifesa che aiuta Sara a lasciare Raúl.
- Sonia (stagioni 7-8, ricorrente stagione 6), interpretata da Nadia Al Saidi: è ragazza sensibile e amichevole che viene vista principalmente dare supporto emotivo alle persone ed è la fidanzata di Nico con il quale ha un tira e molla. Nella settima stagione diventa molto amica di Omar.
- Joel Castellano Soler (stagioni 7-8), interpretato da Fernando Líndez: è un ragazzo molto sensibile, cacciato dalla sua famiglia perché omosessuale, viene accolto in casa da Omar con il quale ha poi una relazione.

- Chloe Ybarra Silva (stagioni 7-8), interpretata da Mirela Balić: è la figlia di Carmen, appena arrivata a Las Encinas manda un suo video esplicito a tutta la scuola, con l’obbiettivo di farsi notare. Diventa la fidanzata di Raúl dopo che lui e Sara si sono lasciati e viene abusata continuamente. Nell’ottava stagione ha una relazione con Eric.

- Carmen Silva (stagioni 7-8), interpretata da Maribel Verdú: è la madre di Chloe e di Ivan. Ha ucciso Raúl buttandolo giù dal terrazzo di casa sua dopo che quest’ultimo ha abusato della figlia.
- Eric de Velasco Viveros (stagioni 7-8), interpretato da Gleb Abrosimov: è il cugino di Nico e ha avuto una relazione con Chloe e Rocío. Ha problemi di bipolarismo e del controllo della rabbia.
- Emilia Krawietz (stagione 8), interpretata da Ane Rot. È la sorella di Héctor Krawietz, al quale è particolarmente legata. È la vice presidente dell’associazione “Alumni”.
- Héctor Krawietz (stagione 8), interpretato da Nuno Gallego. È il fratello di Emilia Krawietz.  È il presidente della facoltosa associazione “Alumni”, di cui alcuni dei personaggi principali entreranno a far parte. Si innamora di Joel, con il quale ha una frequentazione travagliata nel corso dell’ultima stagione.

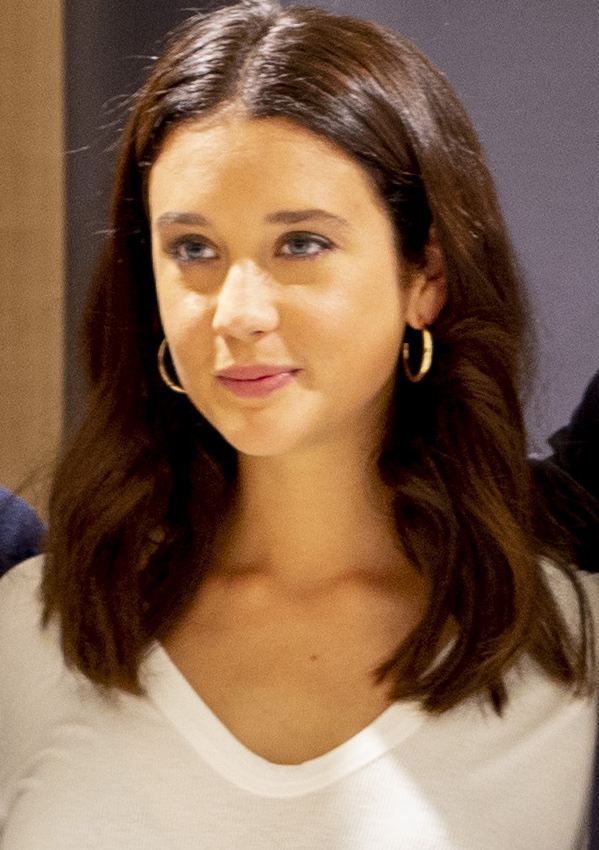
María Pedraza interpreta Marina Nunier Osuna
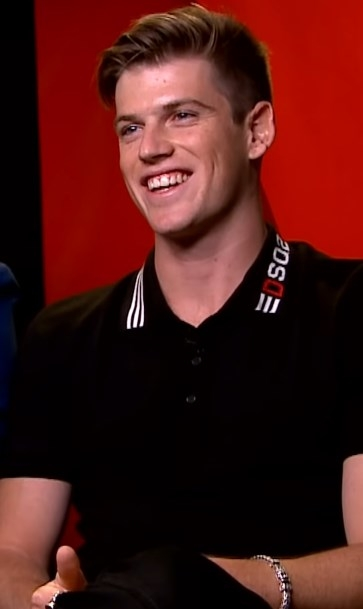
Miguel Bernardeau interpreta Guzmán Nunier Osuna.
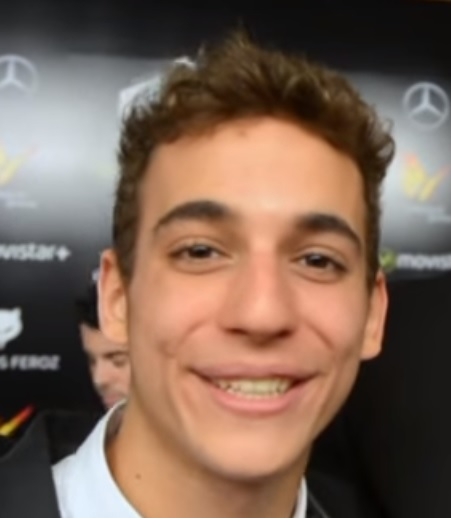
Miguel Herrán interpreta Christian Varela Expósito.
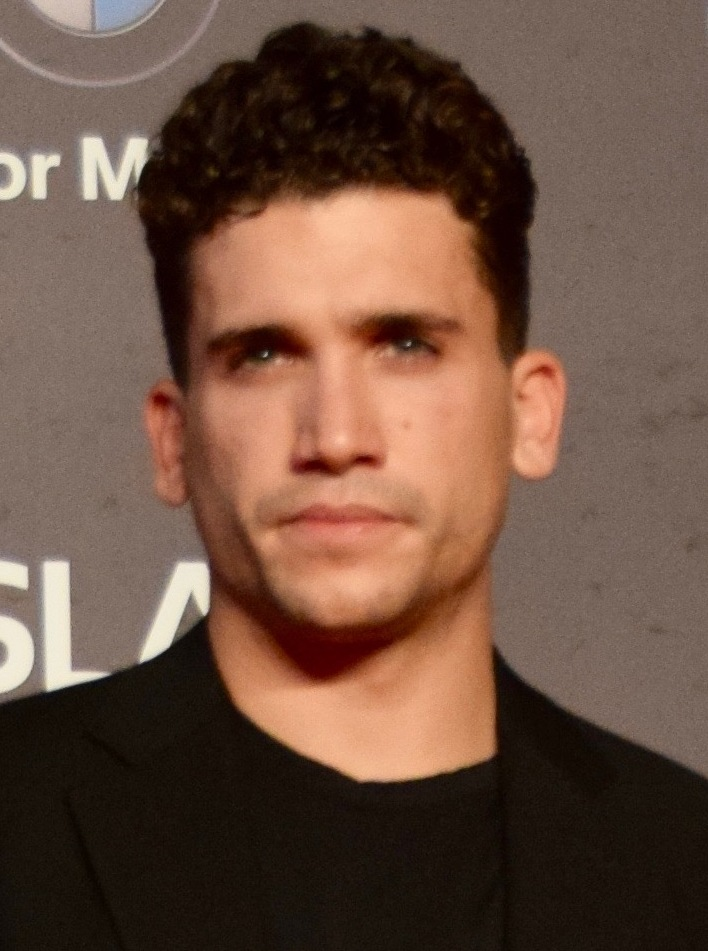
Jaime Lorente interpreta Nano García Domínguez.
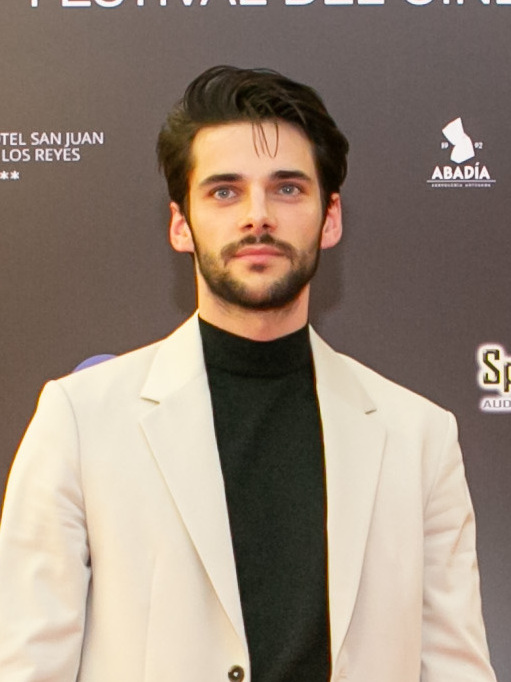
Álvaro Rico interpreta Leopoldo "Polo" Benavent Villada
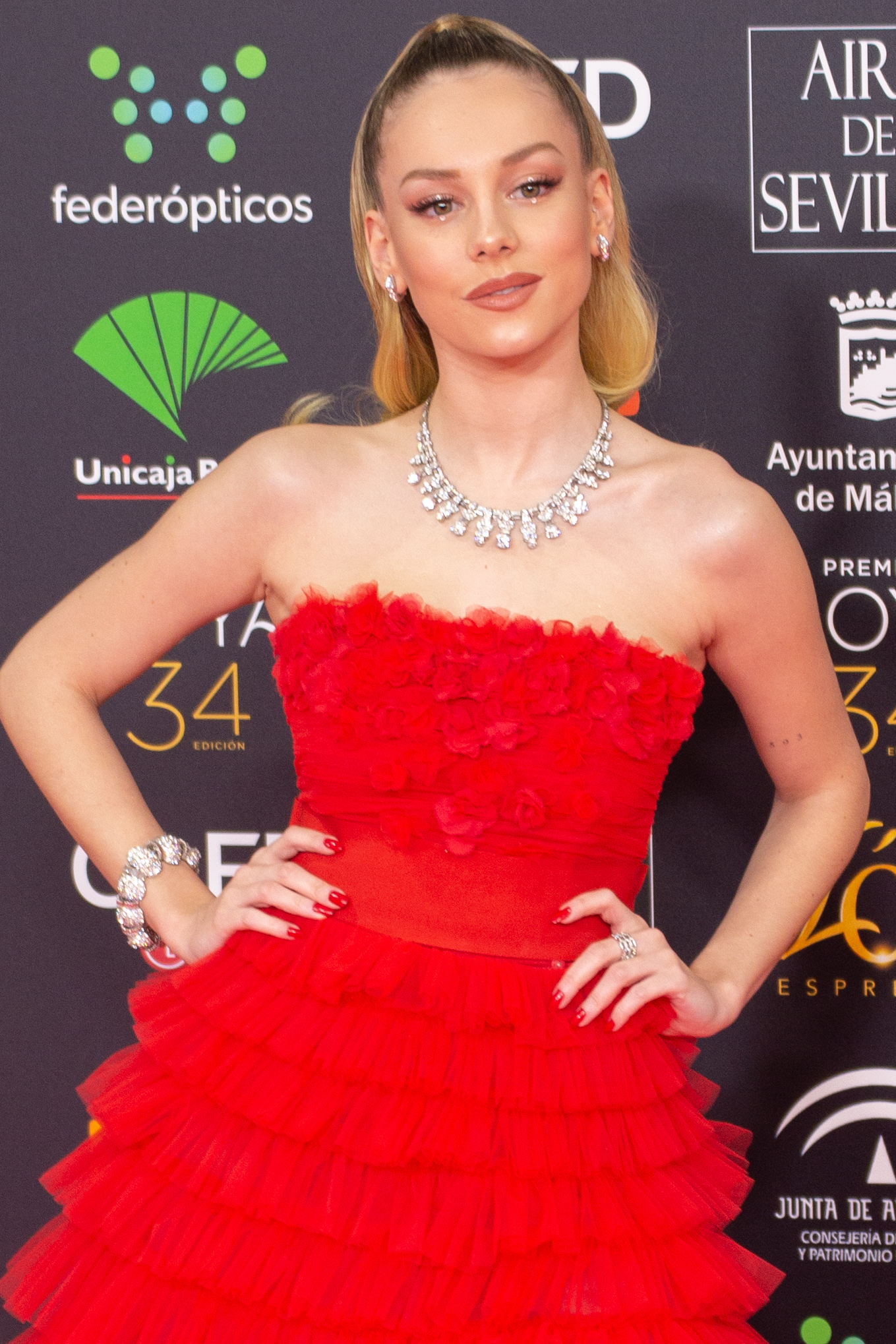
Ester Expósito interpreta Carla Rosón Caleruega
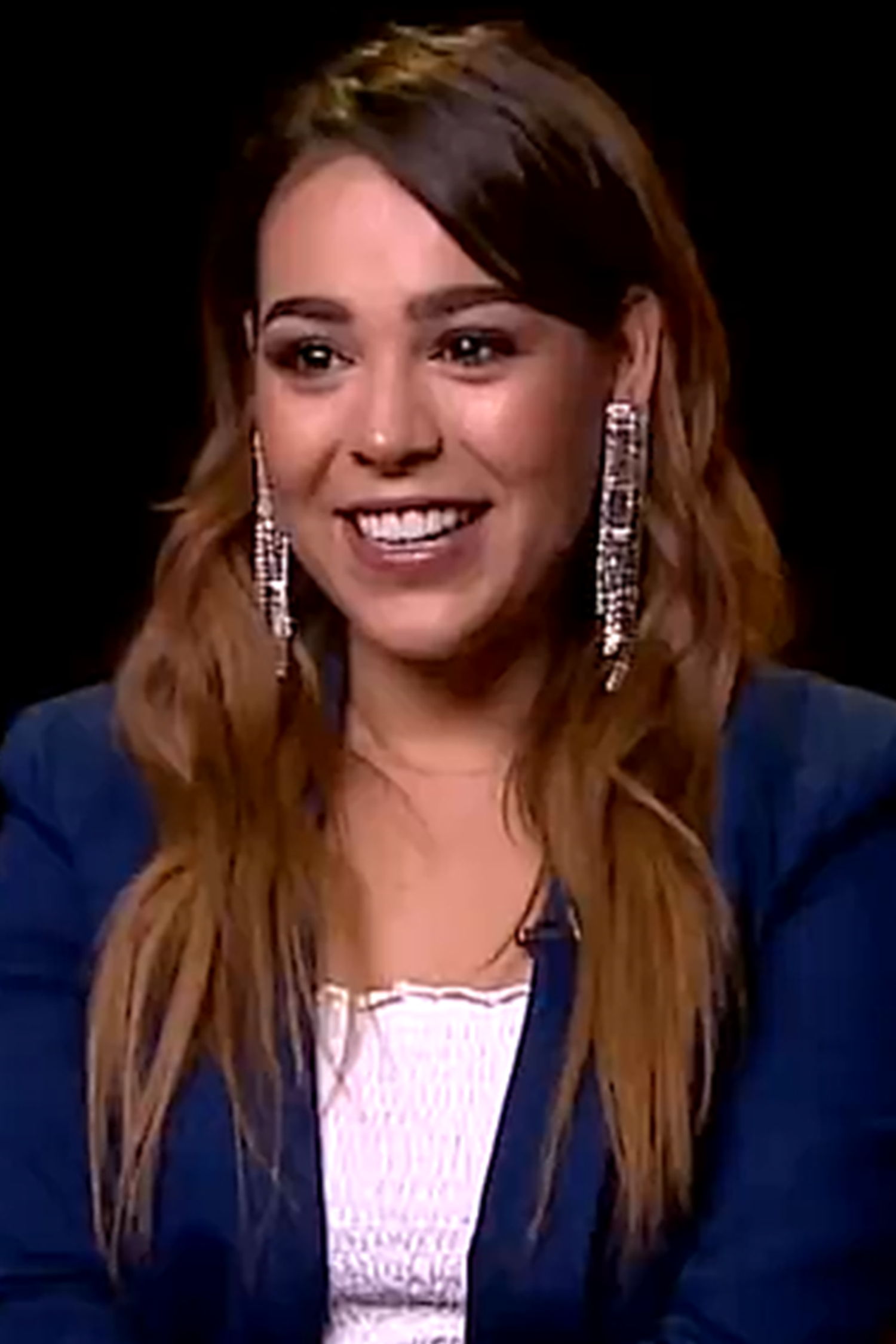
Danna Paola interpreta Lucrecia Montesinos Hendrich.
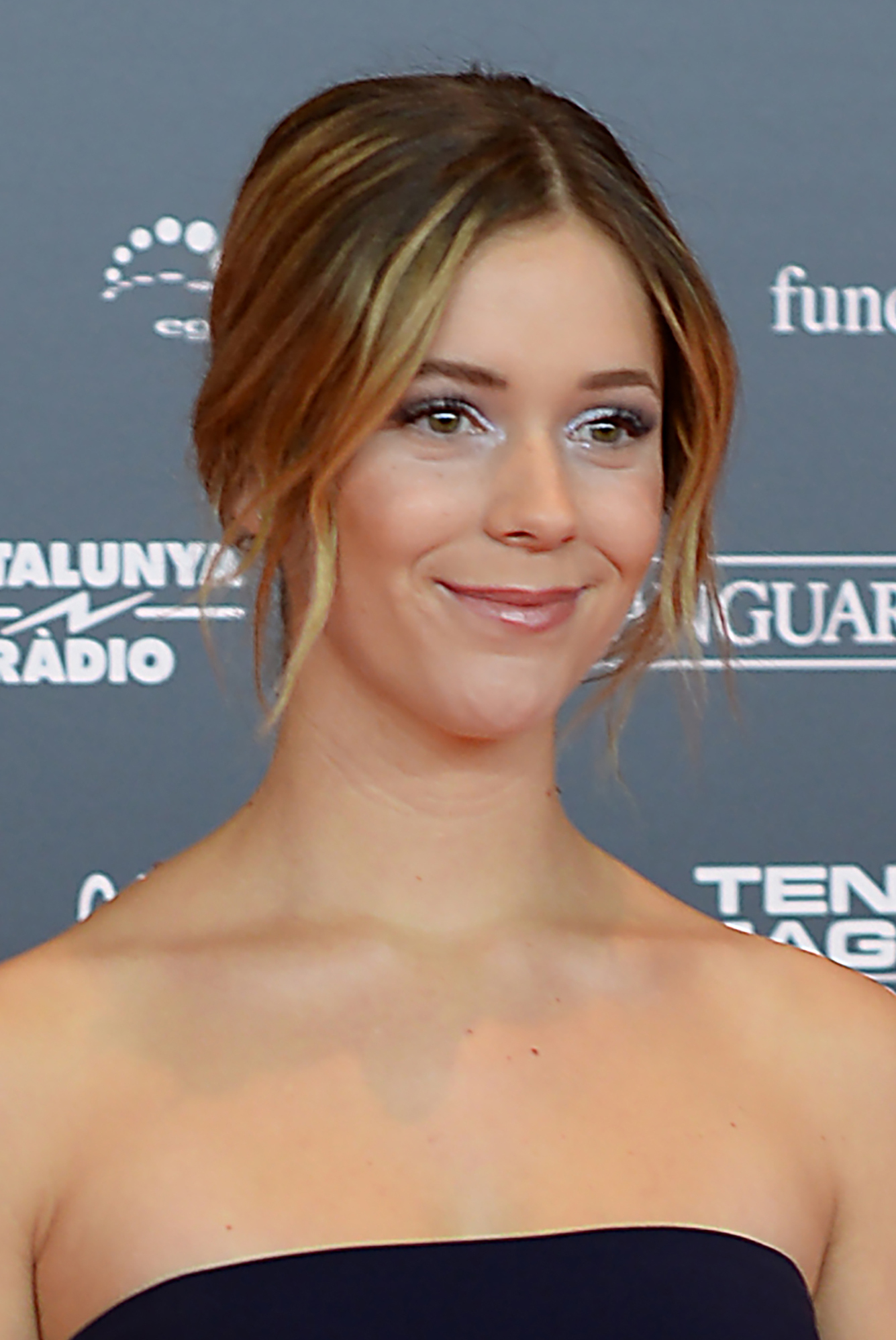
Georgina Amorós interpreta Cayetana Grajera Pando.
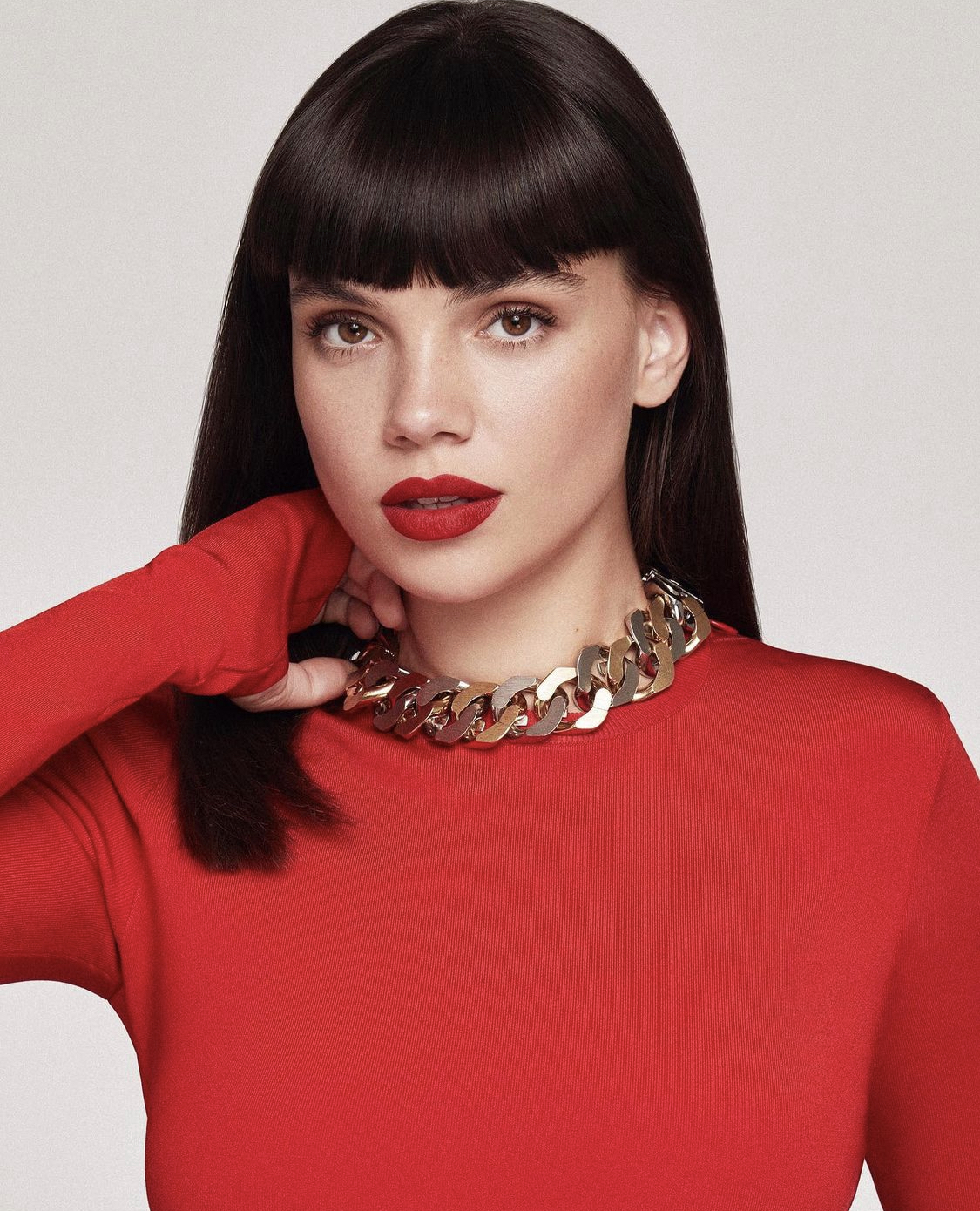
Martina Cariddi interpreta Mencía Blanco Commerford
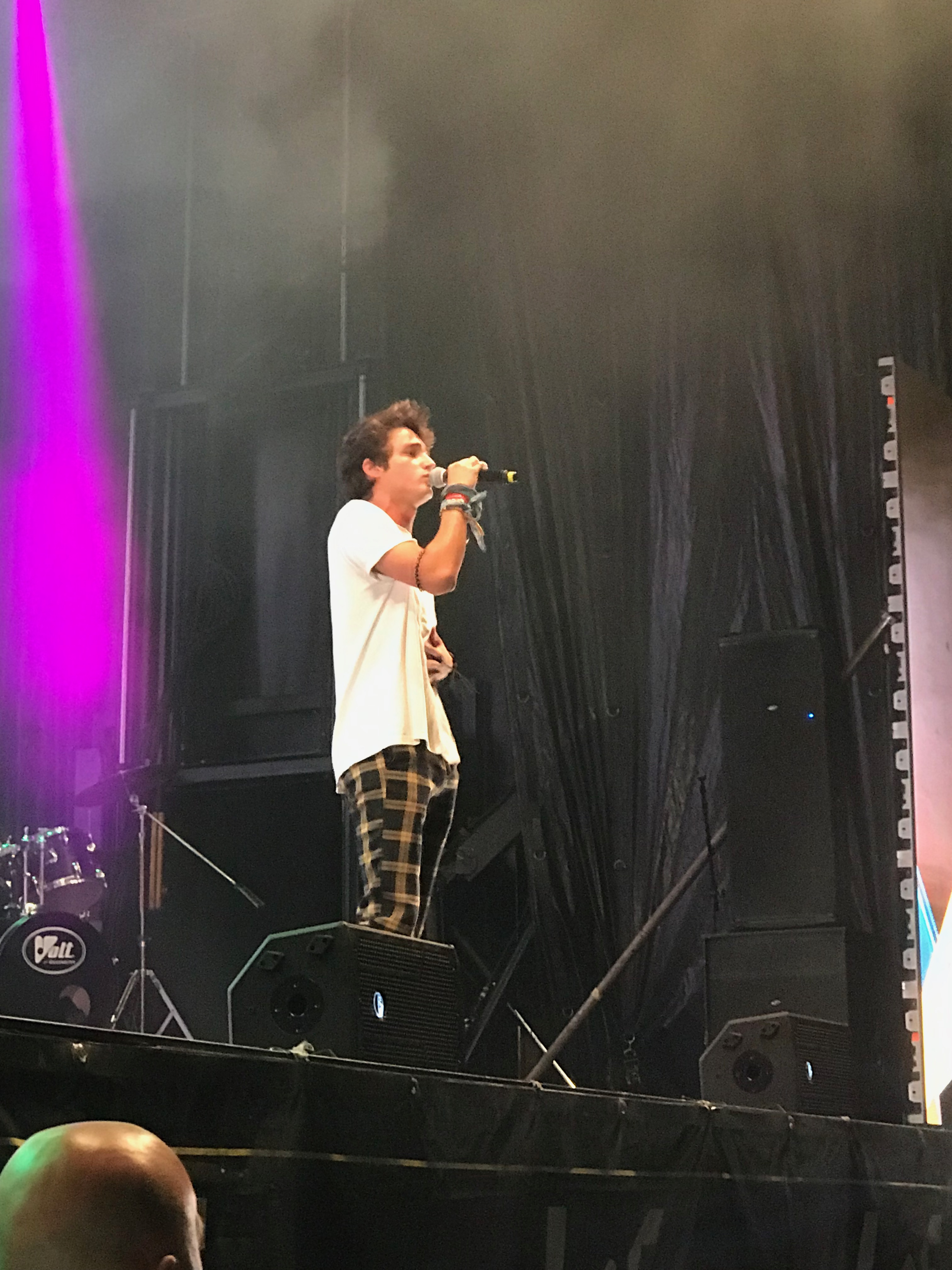
Pol Granch interpreta Phillipe Florian Von Triesenberg
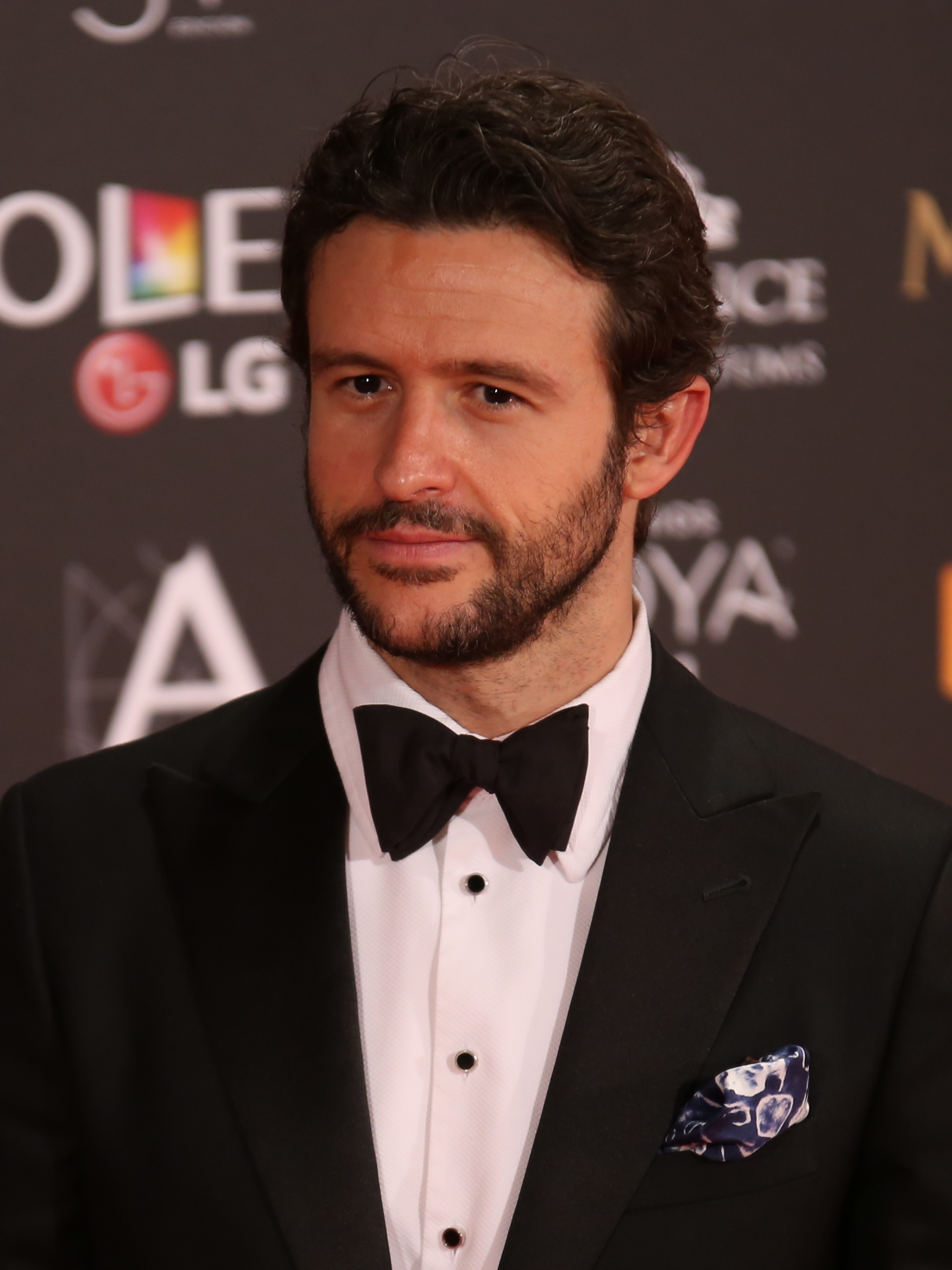
Diego Martín Gabriel interpreta Benjamín Blanco
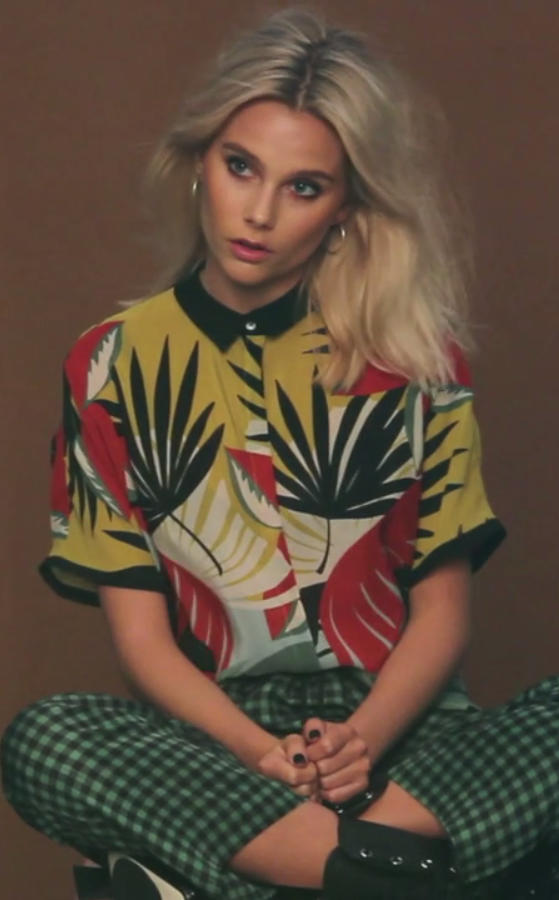
Valentina Zenere interpreta Isadora Artinán

### Personaggi ricorrenti
- Martín (stagione 1), interpretato da Jorge Suquet, doppiato da Riccardo Scarafoni: insegnante di inglese dei ragazzi de Las Encinas.
- Antonio Muñoz (stagioni 1-2), interpretato da Alfredo Villa: padre di Ander e suo allenatore di tennis.
- Ventura Nunier (stagioni 1-3), interpretato da Ramòn Esquinas, doppiato da Francesco Prando: padre di Marina, padre adottivo di Guzmàn.
- L'ispettrice di polizia (stagioni 1-3), interpretata da Ainhoa Santamaría, doppiata da Rachele Paolelli: opera come filo conduttore, interrogando via via tutti i protagonisti nelle vicende.
- Pilar Domínguez (stagioni 1-3), interpretata da Irene Arcos, doppiata da Michela Alborghetti: madre single di Samuel e Nano.
- Yusef Shanaa (stagioni 1-3, guest star 7-8), interpretato da Abdelatif Hwidar, doppiato da Guido Di Naccio: padre di Nadia e Omar. È palestinese, musulmano tradizionalista così come sua moglie.
- Imán Shanaa (stagioni 1-3, guest star 7-8), interpretata da Farah Hamed: madre di Nadia e Omar.
- Laura Osuna (stagioni 1-3), interpretata da Rocío Muñoz-Cobo, doppiata da Irene Di Valmo: madre di Marina e Guzmán.
- Beatriz Caleruega (stagioni 1-3), interpretata da Lola Marceli, doppiata da Alessandra Korompay: madre di Carla, Marchesa di Caleruega e proprietaria dell'omonima azienda vitivinicola.
- Teodoro Rosón (stagioni 1-3), interpretato da Rubén Martìnez, doppiato da Alessio Cigliano: padre di Carla.
- Begoña (stagioni 1-3), interpretata da Yaiza Guimaré: Una delle madri di Polo.
- Andrea (stagioni 1-3), interpretata da Liz Lobato: Una delle madri di Polo e CEO di un'importante magazine.
- Azucena de Muñoz (stagioni 1-4), interpretata da Elisabet Gelabert, doppiata da Emanuela Baroni: madre di Ander ed ex preside de Las Encinas.
- Victoria Pando (stagione 2), interpretata da Marta Aledo: madre di Cayetana e bidella de Las Encinas. Lavora anche come donna delle pulizie in diverse case private, aiutata da sua figlia.
- Sandra López Gallego (stagioni 2-4), interpretata da Eva Llorach, doppiata da Patrizia Schiavo: madre di Rebeka. Vedova, in passato commerciante ridotta sul lastrico, è una potente trafficante di droga.
- Alexis (stagione 3), interpretato da Jorge Clemente, doppiato da Jacopo Mauriello: amico di Ander, con cui fa le sedute di chemioterapia.
- Ten. Sebastian Abaga (stagioni 4-5), interpretato da Boré Buika: tenente che interroga i ragazzi, in sostituzione dell'ispettrice.
- Greta (stagione 5), interpretata da Iria del Río: psicologa scolastica.
- Jess (stagione 5), interpretata da Isabel Garrido: nuova ragazza che ha avuto a che fare con un'insegnante deceduta.
- Felipe (stagione 5), interpretato da Àlex Monner, doppiato da Mattia Nissolino: ragazzo conosciuto da Cayetana ad un mercatino di beneficenza nel corso delle storie brevi.

## Produzione

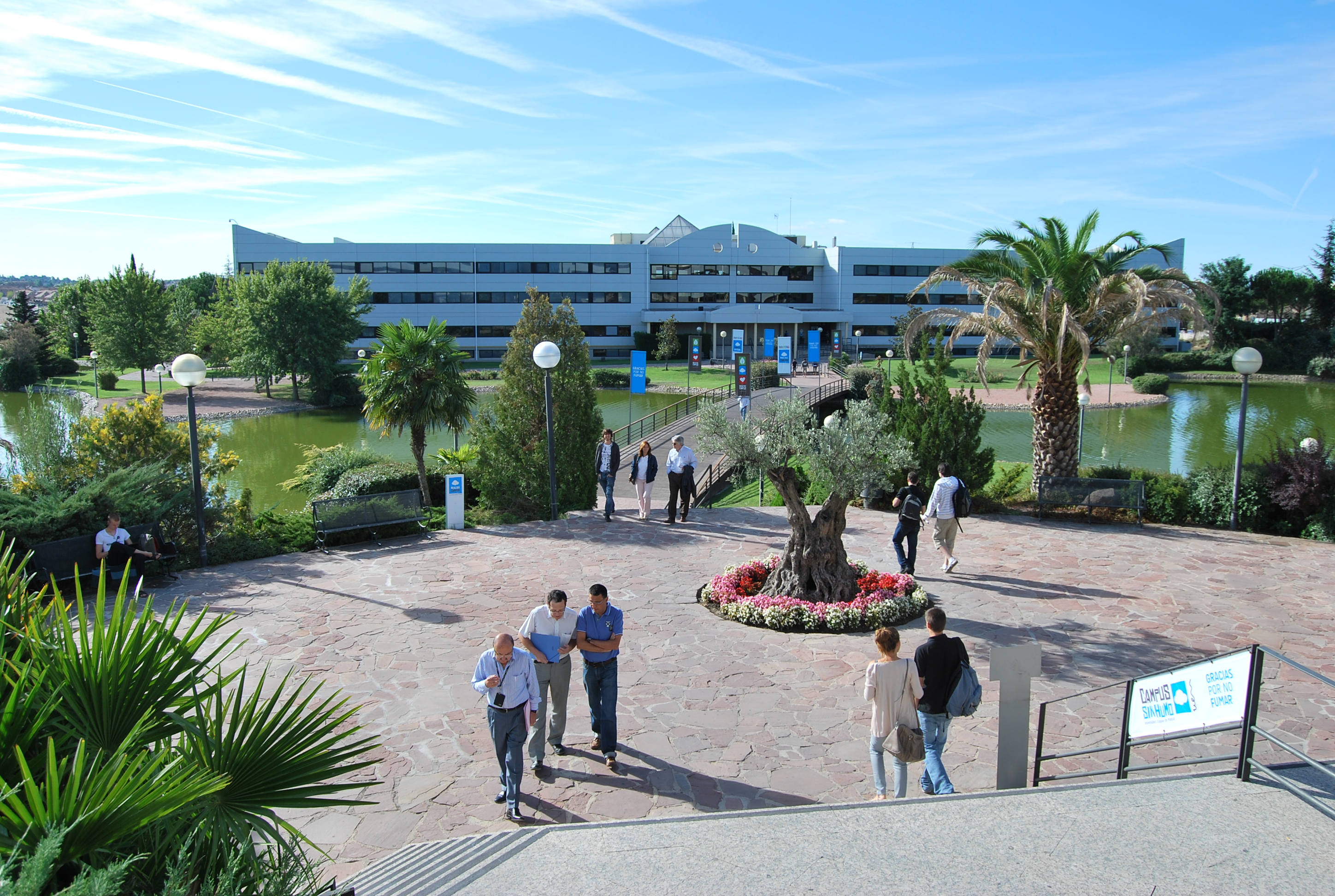
Visuale esterna dell'Università Europea di Madrid, luogo delle riprese

### Sviluppo
La serie venne ordinata da Netflix il 14 luglio 2017 ed era inizialmente prevista per il 2019. Il 4 settembre 2018, con l'uscita del teaser, Netflix annuncia che la prima stagione della serie sarebbe stata pubblicata il 5 ottobre 2018. Il 10 settembre 2018, viene pubblicato il trailer ufficiale della serie. Il 17 ottobre la serie è stata rinnovata per una seconda stagione, composta da 8 episodi.
Il 15 gennaio 2019 nella pagina ufficiale Instagram della serie viene pubblicato il primo teaser della seconda stagione che annuncia che ci saranno tre nuovi protagonisti. Il 19 giugno successivo sempre sul profilo ufficiale Instagram i due protagonisti Danna Paola e Miguel Bernardeau, interpreti rispettivamente di Lucrecia e Guzmán, annunciano che la seconda stagione arriverà su Netflix a settembre dello stesso anno, mentre il 6 agosto, con un altro teaser, viene svelata la data d'uscita fissata per il 6 settembre 2019. Il 20 agosto viene pubblicato il primo trailer ufficiale della seconda stagione. Il 29 agosto la serie viene rinnovata per una terza stagione che è stata pubblicata il 13 marzo 2020. La serie è stata rinnovata nel gennaio 2020 per una quarta e quinta stagione. Nella quarta stagione il cast principale è stato parzialmente rinnovato: restano soltanto gli interpreti di Samuel, Guzmán, Omar, Ander, Cayetana e Rebeka. Nel dicembre 2021, Netflix ha avviato la produzione della quinta stagione, che è stata resa disponibile l'8 aprile 2022. La data d'uscita della sesta stagione è stata rivelata il 25 settembre dello stesso anno. Nella sesta stagione, resa disponibile il 18 novembre 2022, non risulta essere presente nessun personaggio principale delle prime tre stagioni. Nello stesso mese prendono il via le riprese della settima stagione, che vede il ritorno di Omar Ayuso, interprete di Omar. Il 17 giugno 2023 viene reso pubblico il trailer della settima stagione, che viene pubblicata il 20 ottobre dello stesso anno. Il 19 luglio 2023 la serie viene rinnovata per un’ottava stagione, che viene in seguito annunciato sui canali social essere l’ultima il 18 ottobre 2023. Viene distribuita sulla piattaforma a partire dal 26 luglio 2024.

### Riprese
Le riprese della serie sono cominciate nel febbraio del 2018. La serie è girata a Madrid e nella cittadina di San Lorenzo de El Escorial, nonostante la scuola, Las Encinas, sia situata in montagna. Gli esterni del liceo sono girati nel campus principale dell'Università Europea di Madrid, a Villaviciosa de Odón.